# Jure Potočnik (Naturbahnrodler)
Jure Potočnik (* 1986) ist ein ehemaliger slowenischer Naturbahnrodler. Er startete im Einsitzer und zusammen mit Mario Gortnar auch im Doppelsitzer.

## Karriere
Jure Potočnik nahm im Februar 2002 erstmals an einer Juniorenweltmeisterschaft teil und wurde in Gsies 25. im Einsitzer. Nachdem er bereits Rennen im Interkontinentalcup bestritten hatte, nahm er im Januar 2004 zum ersten Mal an Weltcuprennen teil. In Garmisch-Partenkirchen startete er sowohl im Einsitzer, wo er den 31. Platz belegte, als auch im Doppelsitzer, wo er zusammen mit seinem Partner Mario Gortnar auf Rang neun kam. Mario Gortnar und Jure Potočnik bildeten während ihrer aktiven Zeit das einzige slowenische Doppel im Weltcup. Danach folgte die Juniorenweltmeisterschaft 2004 in Kindberg, wo Potočnik 21. im Einsitzer wurde und mit Gortnar den sechsten Platz im Doppelsitzer erreichte. Bei der Europameisterschaft 2004 in Hüttau kamen Gortnar/Potočnik aber nur auf den 15. und zugleich vorletzten Platz; im Einsitzer startete Jure Potočnik nicht. Bei seinen nächsten Weltcupstarts im Februar 2004 im Parallelwettbewerb von Triesenberg gelangen dem Slowenen die besten Resultate seiner Karriere, als er im Einsitzer Platz 18 und im Doppelsitzer Rang acht erreichte. Im Doppelsitzer nahmen Gortnar/Potočnik auch noch am Finale in Aurach teil, wo sie Neunte wurden und damit im Gesamtweltcup der Saison 2003/2004 ebenfalls Platz neun erzielten. Im Einsitzer kam Potočnik auf den 37. Gesamtrang.
Im Winter 2004/2005 nahmen Jure Potočnik und Mario Gortnar an allen sechs Weltcuprennen im Doppelsitzer teil, vordere Platzierungen gelangen ihnen aber weiterhin nicht. Mit zwei zehnten und drei elften Plätzen sowie einem Ausfall erzielten sie zwar mehr Weltcuppunkte als im Vorjahr, konnten sich aber in der Gesamtwertung nicht verbessern und wurden wieder Neunte. Im Einsitzer nahm Jure Potočnik nur an drei Weltcuprennen teil. Seine besten Resultate waren zwei 21. Plätze in Unterammergau und Oberperfuss, womit er 29. im Gesamtklassement wurde. Bei der Weltmeisterschaft 2005 in Latsch belegten Gortnar/Potočnik wie schon bei der EM im Vorjahr als Zwölfte wieder nur den vorletzten Platz im Doppelsitzer. Sie starteten zusammen mit Živa Janc und Borut Kralj auch im Mannschaftswettbewerb, kamen aber auch hier als Neunte nur auf den vorletzten Platz. Im Einsitzer war Jure Potočnik erneut nicht am Start. Nachdem sein langjähriger Partner Mario Gortnar 2005 seine Karriere als Naturbahnrodler beendet hatte, nahm Jure Potočnik in der Saison 2005/2006 noch an Wettkämpfen im Einsitzer teil. Im Weltcup bestritt er nur noch das erste Rennen in Longiarü, wo er 23. wurde, und nahm anschließend noch an der Europameisterschaft 2006 in Umhausen sowie an der Juniorenweltmeisterschaft in Garmisch-Partenkirchen teil, wo er 28. bzw. 21. wurde. Danach beendete auch Jure Potočnik seine internationale Karriere im Naturbahnrodeln, nimmt aber weiterhin an Wettbewerben im Rollenrodeln teil.

## Sportliche Erfolge
(Doppelsitzer mit Mario Gortnar)

### Weltmeisterschaften
- Latsch 2005: 12. Doppelsitzer, 9. Mannschaft

### Europameisterschaften
- Hüttau 2004: 15. Doppelsitzer
- Umhausen 2006: 28. Einsitzer

### Juniorenweltmeisterschaften
- Gsies 2002: 25. Einsitzer
- Kindberg 2004: 21. Einsitzer, 6. Doppelsitzer
- Garmisch-Partenkirchen 2006: 21. Einsitzer

### Weltcup
- Einmal unter den besten 30 im Einsitzer-Gesamtweltcup
- Zweimal unter den besten 10 im Doppelsitzer-Gesamtweltcup
- Vier Top-25-Platzierungen in Einsitzer-Weltcuprennen
- Fünf Top-10-Platzierungen in Doppelsitzer-Weltcuprennen